# Joachim Bilsing
Joachim Bilsing (* 15. Mai 1953) ist ein deutscher ehemaliger Fußballspieler. In den 1970er Jahren spielte er mit dem FC Rot-Weiß Erfurt in der DDR-Oberliga, der höchsten Liga im DDR-Fußball.

## Sportliche Laufbahn
Nachdem Joachim Bilsing ab 1970 im Nachwuchsbereich gespielt hatte, nahm ihn der FC Rot-Weiß zur Saison 1972/73 in die DDR-Liga-Mannschaft RWE II auf. In den 22 Punktspielen wurde Bilsing 13-mal aufgeboten und spielte hauptsächlich im Mittelfeld. Daneben wurde er in der Rückrunde auch neunmal in der Oberliga-Mannschaft eingesetzt. Dabei stand er fünfmal in der Startelf und kam in der Regel in der Abwehr zum Einsatz. Für die Saison 1973/74 wurde Bilsing zum ersten Mal offiziell in den Oberligakader aufgenommen. Er kam in den dreizehn Oberligaspielen der Hinrunde neunmal als Abwehrspieler zum Einsatz, dazu kam ein Einsatz in der 2. Mannschaft. Auch 1974/75 wurde Bilsing wieder dem Oberliga-Aufgebot zugeordnet. Er kam über den Status einen Ersatzspielers aber nicht hinaus und bestritt nur fünf Oberligaspiele, weiter als Verteidiger. Für die Spielzeit wurde er wieder in die 2. Mannschaft zurückversetzt, die inzwischen in der drittklassigen Bezirksliga spielte. Bis 1981 war Joachim Bilsing in der Oberliga bzw. der DDR-Liga nicht vertreten. 
1980/81 gehörte Bilsing zur Bezirksligamannschaft der BSG Einheit Wernigerode. Mit ihr wurde er Bezirksmeister und stieg in die DDR-Liga auf. Es folgte Bilsings erfolgreichste Fußballerphase. Er bestritt mit der BSG Einheit drei Spielzeiten, in denen er jeweils alle 22 ausgetragenen Punktspiele absolvierte. Nachdem Bilsing 1981/82 in der Hinrunde noch im Mittelfeld eingesetzt worden war, spielte er anschließend nur noch in der Abwehr. Nach der Saison 1983/84 wurde Einheit Wernigerode Opfer einer Ligareform. Die DDR-Liga wurde auf zwei Staffeln reduziert und mit Platz acht musste die BSG Einheit in die Bezirksliga absteigen, aus der sie bis zum Ende des DDR-Fußballs nicht wieder zurückkehrte. 
Für den 31-jährigen Joachim Bilsing war damit auch die Fußballkarriere im Leistungsfußball beendet. 